# Túmulo de Hafez
O túmulo de Hafez (ou tumba de Hafez) e seu mausoléu memorial associado, o Hāfezieh (em árabe: ﺣﺎﻓﻈﯿﻪ), são duas estruturas comemorativas erguidas na ponta norte de Xiraz, no Irã, em memória do célebre poeta persa Hafez de Xiraz. As estruturas de dossel abertas estão localizadas nos jardins de Musalla, na margem norte de um rio sazonal e abrigam o túmulo de mármore de Hafez. Os edifícios atuais, construídos em 1935 e projetados pelo arquiteto e arqueólogo francês André Godard, estão no lugar que ocupa outros prédios anteriores, cujo mais conhecido foi construído em 1773. O túmulo, seus jardins e os monumentos circundantes outros grandes dedicados a outros grandes personagens, são um foco de turismo em Xiraz.

## História
Hafez nasceu em Xiraz em 1315 e morreu lá em 1390. Uma figura amada do povo iraniano, que aprende seus versos da memória, Hafez era proeminente em sua cidade natal e serviu como poeta da corte.
Em sua memória, uma pequena estrutura de cúpula foi erguida em Xiraz perto de seu túmulo em Golgast-e Mosalla em 1452 sob o comando de Babur ibn Baysunkur, um governador timúrido. O Golgast-e Mosalla eram jardins - agora conhecidos como Musalla Gardens - que aparecem na poesia de Hafiz. Com mais de 19 mil metros quadrados, os jardins também abriram um dos cemitérios de Xiraz, e Babur construiu uma lagoa ao mesmo tempo que o monumento. Acreditando que foram ordenados por presságios na poesia de Hafez, Abas o Grande e Nader Shah realizaram projetos de restauração em separado nos próximos 300 anos.

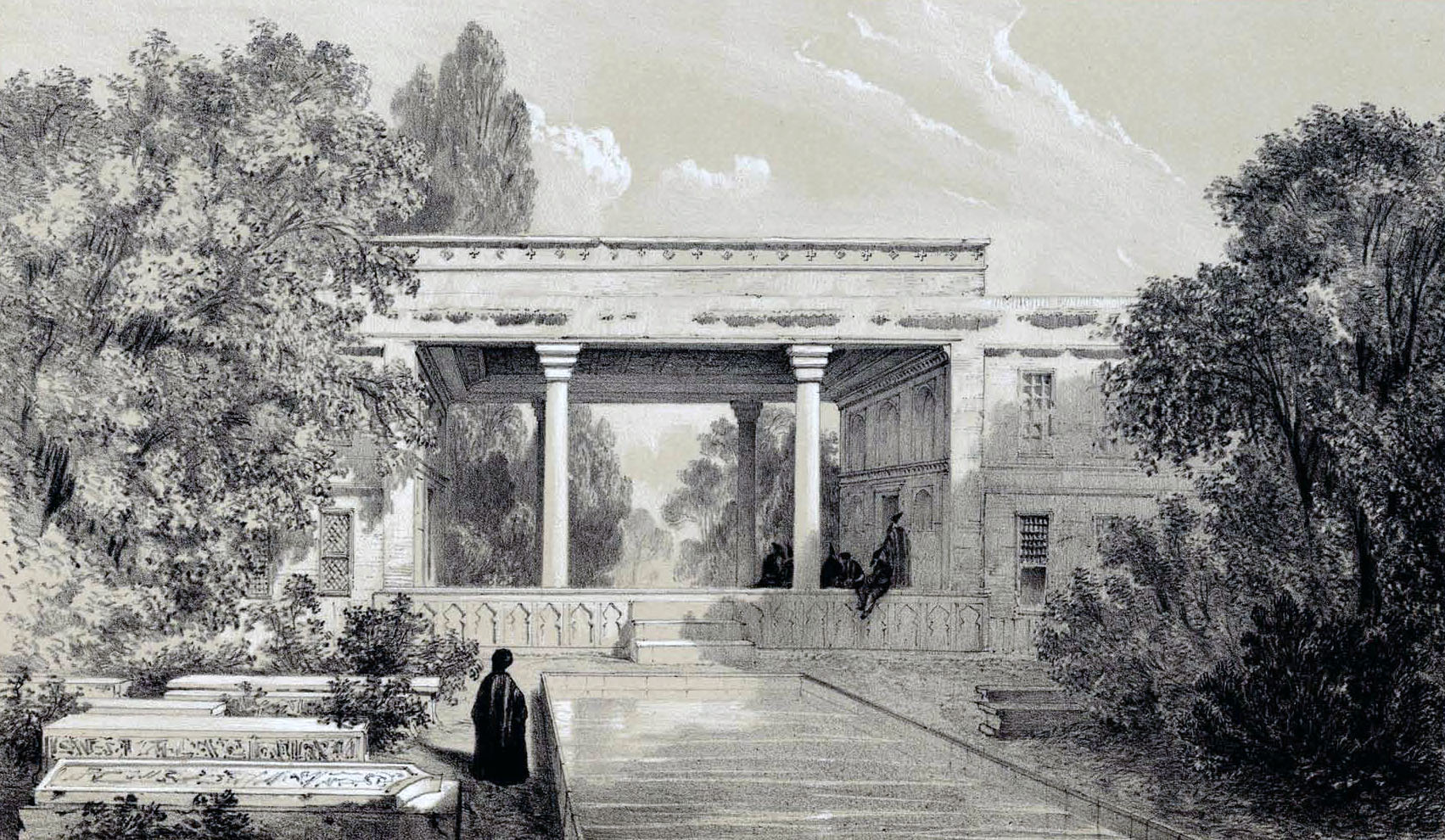
Desenho de Eugène Flandin, 1840

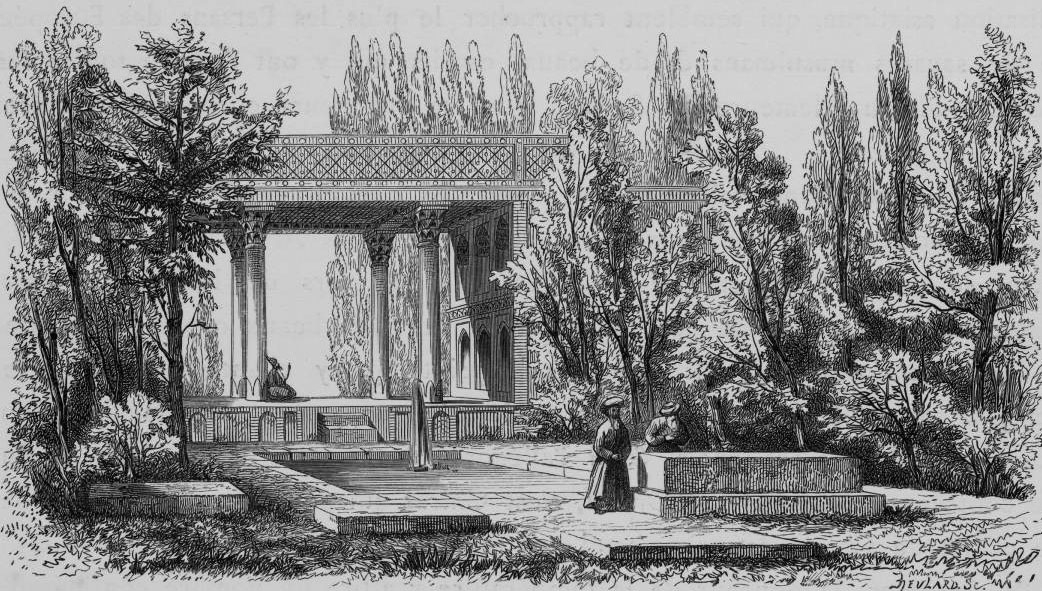
Desenho de Pascal Coste, 1840

Nos jardins, um monumento muito mais substancial foi construído em 1773 durante o reinado de Carim Cã Zande. Localizado na margem norte do Rio Sazonal Rudkhaneye Khoshk nos Jardins Musalla, o Hāfezieh consistiu em quatro colunas centrais, com dois quartos construídos para o leste e o oeste e com os lados norte e sul abertos. O prédio dividiu os jardins em duas partes, com o laranjal na frente e o cemitério na parte de trás. O verdadeiro túmulo estava fora da estrutura, no meio do cemitério, com uma laje de mármore colocada no túmulo. O mármore foi gravado por um calígrafo com extratos da poesia de Hafez.
O túmulo foi restaurado em 1857 por um governador de Fars, e um gabinete de madeira foi construído em torno do túmulo em 1878 por outro governador de Fars. Depois disso, o local tornou-se um assunto de controvérsia, quando, em 1899, Ardeshir, um parses indiano começou a construir um santuário ao redor do túmulo de Hafez. Embora o filantropo parses tenha obtido permissão de um Ulemá de Xiraz para construir o santuário de ferro e madeira, um médico de direito religioso com alguma autoridade em Xiraz, Ali-Akbar Fāl-Asiri, opôs-se a um edifício zoroastrista no túmulo de um muçulmano. Com seus seguidores, ele destruiu a construção que foi parcialmente construída. O povo de Xiraz protestou contra a destruição e o governo ordenou a reconstrução do monumento, mas Fāl-Asiri se opôs a eles e declarou que iria destruir qualquer edifício erguido lá, mesmo que erguido pelo mesmo rei.
O local permaneceu em ruínas por dois anos, até 1901, quando o Príncipe Malek Mansur Mirza Shoa O-Saltaneh colocou uma placa decorativa com inscrição em torno do túmulo de Hafez. Estava inscrita com versos e os nomes dos doadores.

## Estrutura atual

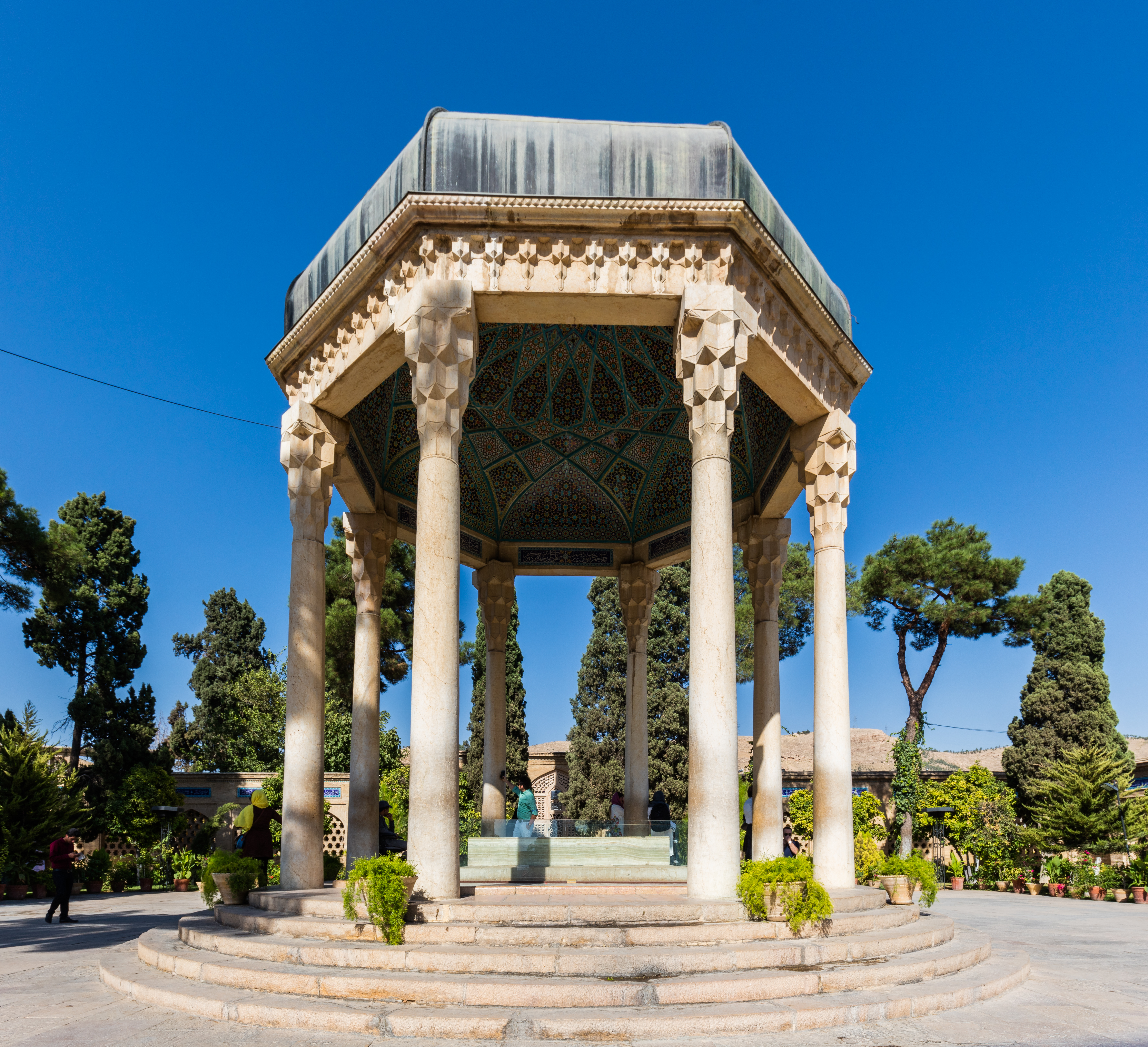
Vista da tumba de Hafez

As atividades para restaurar e expandir o monumento a Hafez começaram em 1931, quando o laranjal foi reparado e o Hafézieh foi alterado por um governador de Fars e Isfahan, Faraj-Allāh Bahrāmi Dabir-e A'am. Melhorias adicionais foram adiadas até que o Ministério da Educação organizasse um novo edifício em 1935. André Godard, arqueólogo e arquiteto francês, diretor técnico do Departamento de Antiguidades da época, foi encarregado de projetar o novo edifício.
As alterações no túmulo de Hafez implicaram elevá-lo a um metro do nível do solo e envolvê-lo com passos. Oito colunas, cada dez metros de altura, mantêm uma cúpula de cobre sob a forma de um chapéu de derviche. A parte inferior da cúpula forma um mosaico arabesco e colorido.